# Championnats du monde de ski alpin 1996
Navigation
Morioka Shizukuishi 1993 Sestrières 1997
Championnats du monde de ski alpin, dans la Sierra Nevada, en Andalousie, dans le sud de l'Espagne du 12 au 25 février 1996. Ces championnats auraient dû avoir lieu en 1995, mais ont été reportés d'une année en raison du manque de neige dans la Sierra Nevada.

## Hommes
| Épreuves | Or              | Argent           | Bronze               |
| -------- | --------------- | ---------------- | -------------------- |
| Descente | Patrick Ortlieb | Kristian Ghedina | Luc Alphand          |
| Super-G  | Atle Skårdal    | Patrik Järbyn    | Kjetil André Aamodt  |
| Géant    | Alberto Tomba   | Urs Kälin        | Michael von Grünigen |
| Slalom   | Alberto Tomba   | Mario Reiter     | Michael von Grünigen |
| Combiné  | Marc Girardelli | Lasse Kjus       | Günther Mader        |

## Femmes
| Épreuves | Or                 | Argent            | Bronze            |
| -------- | ------------------ | ----------------- | ----------------- |
| Descente | Picabo Street      | Katja Seizinger   | Hilary Lindh      |
| Super-G  | Isolde Kostner     | Heidi Zurbriggen  | Picabo Street     |
| Géant    | Deborah Compagnoni | Karin Roten Meier | Martina Ertl      |
| Slalom   | Pernilla Wiberg    | Patricia Chauvet  | Urška Hrovat      |
| Combiné  | Pernilla Wiberg    | Anita Wachter     | Marianne Kjørstad |

## Tableau des médailles
| Rang | Nations          | Or | Argent | Bronze | Total |
| 1    | Italie           | 4  | 1      | 0      | 5     |
| 2    | Suède            | 2  | 1      | 0      | 3     |
| 3    | Autriche         | 1  | 2      | 1      | 4     |
| 4    | Norvège          | 1  | 1      | 2      | 4     |
| 5    | États-Unis       | 1  | 0      | 2      | 3     |
| 6    | Luxembourg       | 1  | 0      | 0      | 1     |
| 7    | Suisse           | 0  | 3      | 2      | 5     |
| 8    | Allemagne France | 0  | 1      | 1      | 2     |
| 10   | Slovénie         | 0  | 0      | 1      | 1     |